# Kool & the Gang
Kool & the Gang ist eine US-amerikanische Soul-, Funk und Disco-Band, die weltweit mehr als 80 Millionen Alben verkauft hat.

## Geschichte
Der Keim für ihren Erfolg wurde 1964 an der Lincoln High School in New Jersey, USA, gelegt. Die Brüder Robert (* 8. Oktober 1950 in Youngstown, Ohio) und Ronald Bell (* 1. November 1951 ebenfalls in Youngstown, Ohio; † 9. September 2020 auf den Amerikanischen Jungferninseln) fanden sich zur Band namens Jazziacs zusammen und motivierten ihre Mitschüler George Brown, Claydes Charles Smith († 2006) und Dennis Thomas († 2021) zum Mitmachen. Die Gruppe spielte anfangs Jazz, wechselte aber bald zur Soul-Musik.
Nach fünf Jahren Sessionarbeit und einigen stilistischen Umbesetzungen nannte sich die Band ab 1969 „Kool & the Gang“. Robert Bells Spitzname „Kool“ wurde Namenspate. Mit souligem Disco-Funk erklommen Kool & the Gang in den 1970er und 1980er Jahren regelmäßig die Charts. 1979 gelang der Gruppe mit dem Titel Ladies’ Night der große internationale Erfolg. 25 Mal schafften es ihre Singles in die Top Ten. Auf ihre Alben erhielt die Band 31 Gold- und Platin-Ehrungen sowie 1985 Doppelplatin für die Langspielplatte Emergency. Der brasilianische Musiker und Produzent Eumir Deodato trug maßgeblich zu diesen Erfolgen bei. Bläsersätze, das Disco-Fundament und die Gesangslinien waren typisch für weitere Hits der Gruppe wie Fresh, Celebration oder Joanna.
Mitte der 1980er Jahre verebbte der Erfolg der Gruppe, und der Titel Cherish (1985) markierte den Einschnitt als letzter großer Hit. 1988 verließ der Leadsänger James Taylor die Gruppe, und damit endete die Erfolgsära. Spätere Produktionen der Band landeten im Mittelfeld der Hitlisten. Das Ende der Disco-Ära ließ ihre Songs dem Zeitgeschmack gemäß gefälliger und weniger rhythmusbetont werden.
Seit den 1990er Jahren erntet die Formation in einer ausgiebigen Tourarbeit die Früchte ihrer früheren Jahre. Die Brüder Bell betätigen sich daneben als Produzenten in mancherlei Pop-Projekten. 1995 kehrte James Taylor für eine Aufnahme noch einmal zu Kool & the Gang zurück.
Zum 40-jährigen Jubiläum wurde 2004 das Album The Hits: Reloaded von Kool & the Gang auf den Markt gebracht.
Am 20. Juni 2006 starb der Leadgitarrist Claydes Charles Smith im Alter von 57 Jahren. Nach Angaben seines Sprechers erlag er in Maplewood (New Jersey) einer schweren Krankheit. Er ist auf dem Fairview Cemetery von Westfield (New Jersey) beigesetzt.
Zur Preisverleihung der Songwriters Hall of Fame im Juni 2018 gingen James „JT“ Taylor, Robert „Kool“ Bell, Ronald Bell und George Brown zusammen auf die Bühne; immerhin waren sie in dieser Formation seit über 25 Jahren nicht mehr in einem Raum zusammen gewesen. Der jahrelange Streit galt somit als beigelegt. Ronald Bell glaubte nun an eine Wiedervereinigung der ursprünglichen Bandmitglieder, starb aber im September 2020. Dennis Thomas, der Altsaxophonist, Flötist und Schlagzeuger der Band, starb im August 2021 im Alter von 70 Jahren.
George Brown starb am 16. November 2023 im Alter von 74 Jahren in Los Angeles an den Folgen einer Lungenkrebserkrankung.

## Diskografie
Studioalben

| Jahr | Titel                      | Höchstplatzierung, Gesamtwochen, AuszeichnungChartplatzierungen (Jahr, Titel, Platzierungen, Wochen, Auszeichnungen, Anmerkungen) | Höchstplatzierung, Gesamtwochen, AuszeichnungChartplatzierungen (Jahr, Titel, Platzierungen, Wochen, Auszeichnungen, Anmerkungen) | Höchstplatzierung, Gesamtwochen, AuszeichnungChartplatzierungen (Jahr, Titel, Platzierungen, Wochen, Auszeichnungen, Anmerkungen) | Höchstplatzierung, Gesamtwochen, AuszeichnungChartplatzierungen (Jahr, Titel, Platzierungen, Wochen, Auszeichnungen, Anmerkungen) | Höchstplatzierung, Gesamtwochen, AuszeichnungChartplatzierungen (Jahr, Titel, Platzierungen, Wochen, Auszeichnungen, Anmerkungen) | Anmerkungen                                                    |
| Jahr | Titel                      | DE | AT | CH | UK | US | Anmerkungen                                                    |
| ---- | -------------------------- | --- | --- | --- | --- | --- | -------------------------------------------------------------- |
| 1969 | Kool and the Gang          | — | — | — | — | — | Erstveröffentlichung: Dezember 1969                            |
| 1972 | Music Is the Message       | — | — | — | — | — | Erstveröffentlichung: Juli 1972                                |
| 1972 | Good Times                 | — | — | — | — | US142 (7 Wo.)US | Erstveröffentlichung: November 1972                            |
| 1973 | Wild and Peaceful          | — | — | — | — | US33 Gold · (60 Wo.)US | Erstveröffentlichung: September 1973 Verkäufe: + 500.000       |
| 1974 | Light of Worlds            | — | — | — | — | US63 Gold · (34 Wo.)US | Erstveröffentlichung: September 1974 Verkäufe: + 500.000       |
| 1975 | Spirit of the Boogie       | — | — | — | — | US48 (14 Wo.)US | Erstveröffentlichung: August 1975                              |
| 1976 | Love & Understanding       | — | — | — | — | US68 (20 Wo.)US | Erstveröffentlichung: März 1976                                |
| 1976 | Open Sesame                | — | — | — | — | US110 (18 Wo.)US | Erstveröffentlichung: Oktober 1976                             |
| 1977 | The Force                  | — | — | — | — | US142 (7 Wo.)US | Erstveröffentlichung: Dezember 1977                            |
| 1978 | Everybody’s Dancin’        | — | — | — | — | — | Erstveröffentlichung: Oktober 1978                             |
| 1979 | Ladies’ Night              | — | — | — | — | US13 Platin · (45 Wo.)US | Erstveröffentlichung: 6. September 1979 Verkäufe: + 1.000.000  |
| 1980 | Celebrate!                 | — | — | — | — | US10 Platin · (44 Wo.)US | Erstveröffentlichung: 20. September 1980 Verkäufe: + 1.000.000 |
| 1981 | Something Special          | — | — | — | UK10 Gold · (20 Wo.)UK | US12 Platin · (67 Wo.)US | Erstveröffentlichung: 24. September 1981 Verkäufe: + 1.100.000 |
| 1982 | As One                     | DE25 (10 Wo.)DE | — | — | UK49 (10 Wo.)UK | US29 Gold · (24 Wo.)US | Erstveröffentlichung: 7. September 1982 Verkäufe: + 500.000    |
| 1983 | In the Heart               | DE19 (15 Wo.)DE | — | — | UK18 Silber · (23 Wo.)UK | US29 Gold · (37 Wo.)US | Erstveröffentlichung: 21. November 1983 Verkäufe: + 560.000    |
| 1984 | Emergency                  | DE26 Gold · (38 Wo.)DE | AT23 (2 Wo.)AT | CH10 (5 Wo.)CH | UK47 Silber · (25 Wo.)UK | US13 ×2Doppelplatin · (74 Wo.)US                                                                                                  | Erstveröffentlichung: 15. November 1984 Verkäufe: + 2.310.000  |
| 1986 | Forever                    | DE14 (25 Wo.)DE | — | CH13 (8 Wo.)CH | — | US25 Gold · (42 Wo.)US | Erstveröffentlichung: 3. November 1986 Verkäufe: + 650.000     |
| 1989 | Sweat                      | DE28 (14 Wo.)DE | — | CH30 (1 Wo.)CH | — | — | Erstveröffentlichung: 30. Juni 1989                            |
| 1992 | Unite                      | DE94 (3 Wo.)DE | — | — | — | — | Erstveröffentlichung: 22. November 1992                        |
| 1996 | State of Affairs           | — | — | — | — | — | feat. J.T. Taylor Erstveröffentlichung: 3. Juli 1996           |
| 2001 | Gangland                   | — | — | — | — | — | Erstveröffentlichung: 28. August 2001                          |
| 2004 | The Hits: Reloaded         | DE26 (14 Wo.)DE | — | CH19 (10 Wo.)CH | UK56 (1 Wo.)UK | — | Erstveröffentlichung: 5. Oktober 2004                          |
| 2007 | Still Kool                 | — | — | — | — | — | Erstveröffentlichung: 10. Juli 2007 Verkäufe: + 200.000        |
| 2021 | Perfect Union              | — | — | CH47 (1 Wo.)CH | — | — | Erstveröffentlichung: 20. August 2021                          |
| 2023 | People Just Wanna Have Fun | — | — | — | — | — | Erstveröffentlichung: 14. Juli 2023                            |

grau schraffiert: keine Chartdaten aus diesem Jahr verfügbar

## Auszeichnungen
American Music Award
- American Music Award in der Kategorie Beste Soul Gruppe (1981, 1983, 1984, 1987)
- American Music Award in der Kategorie Bestes Video (1984 für Emergency, 1987 für Victory)

Weitere Auszeichnungen
- 1984: Auszeichnung Bestverkaufte LP einer farbigen Band durch die Vereinigung amerikanischer Schallplattenfachhändler
- 1984: Auszeichnung Top Black Album des Jahres im Poll der Fachzeitschrift Billboard
- 1984: Wahl als Top Black Artist of the Year
- 2014: Goldene Kamera für Lebenswerk Musik[7]
- 2015: Stern auf dem Hollywood Walk of Fame[8]